# Kruszwica
Kruszwica (udtale: |kruʂˈfʲit͡sa|) er en by i det nordlige, centrale Polen, i voivodskabet Kujawsko-pomorskie og har 9.288(2021) indbyggere, og et areal på 7,23 km². Den er en del af powiat (amt) Inowrocław. Kruszwica blev grundlagt i det 6. århundrede og er den ældste by i regionen og byder på et middelalderligt slot med en romansk kirke fra det 12. århundrede.

## Geografi
Kruszwica ligger ved ved nordenden af søen Gopło som floden Netze løber gennem, i den historiske region Kujavia. Den ligger 14 kilometer sydøst for byen Inowrocław (tysk: Hohensalza) i Gnesener søområde (tysk: Gnesener Seenplatte), Byen, der er omgivet af skovområder, er et populært turistmål.

## Historie
På grund af de hyppige angreb fra nordboerne, organiserede befolkningen i denne region tidligt en effektiv militær forsvarsstyrke. Under beskyttelse af de militære styrker og deres høvdinge kunne markerne trygt dyrkes og de små, befæstede byer (grody), som blev steder for handel med mellem stammer og byttehandel. De væbnede grupper og deres ledere blev snart den samlende kraft, og de befæstede byer centrene for en større politisk organisation, med frimanden (Kmiec eller Kmeton) som base. Den første historiske by af denne art var den Kruszwica, som har været en del af Polen siden dens oprettelse i det 10. århundrede.